# 브리아 베넷

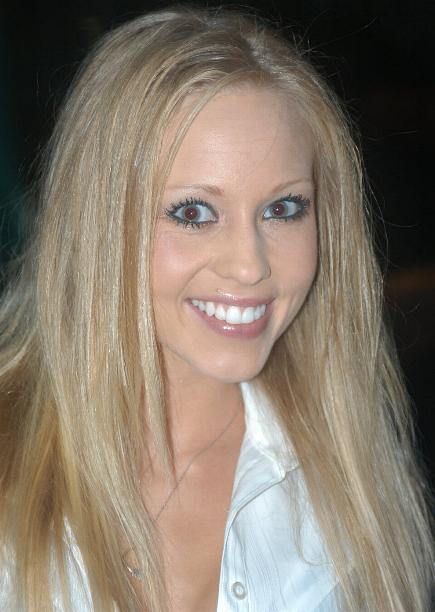
Brea Bennett

브리아 베넷(Brea Bennett, 1987년 2월 7일 출생.)는 미국국적의 포르노그래피 여우이다. 미국의 애리조나주에서 태어났다.
그녀는 가수를 지향하여 오페라를 공부하였고 고등학교 졸업 후 뷰티 컨설턴트로 일했다.
그 후 포르노 여우로 직업을 전향, 제나 제임슨의 ClubJenna와 계약한다.

## 신체
- 신장: 165cm

- 체중: 47kg